# Conferencia de las Naciones Unidas sobre el Cambio Climático de 2019
La Conferencia de las Naciones Unidas sobre Cambio Climático de 2019 fue la 25.ª conferencia de las partes de la Convención Marco de las Naciones Unidas sobre el Cambio Climático (COP25), que se celebró entre el 2 y 15 de diciembre de 2019 en la ciudad de Madrid, España, bajo la presidencia de Chile. La conferencia también incluyó la 15.º reunión de las partes del Protocolo de Kioto (CMP15) y la segunda reunión de las partes del Acuerdo de París (CMA2).
La conferencia estaba originalmente planificada para realizarse en Brasil, pero el gobierno de ese país desistió a fines de 2018. Chile asumió la presidencia y, por tanto, la organización del evento,  con sede en el Parque Bicentenario de Cerrillos, en Santiago. Sin embargo, el gobierno chileno suspendió la realización de la conferencia a poco más de un mes de su celebración debido a la serie de protestas ocurridas en ese país, motivo por el cual se trasladó su sede a la capital española.

## Antecedentes

### Elección de la sede
La conferencia fue planeada para ser desarrollada en Brasil, sin embargo durante noviembre de 2018 el presidente brasileño Jair Bolsonaro anunció que su país debía declinar la organización del evento debido a razones económicas.

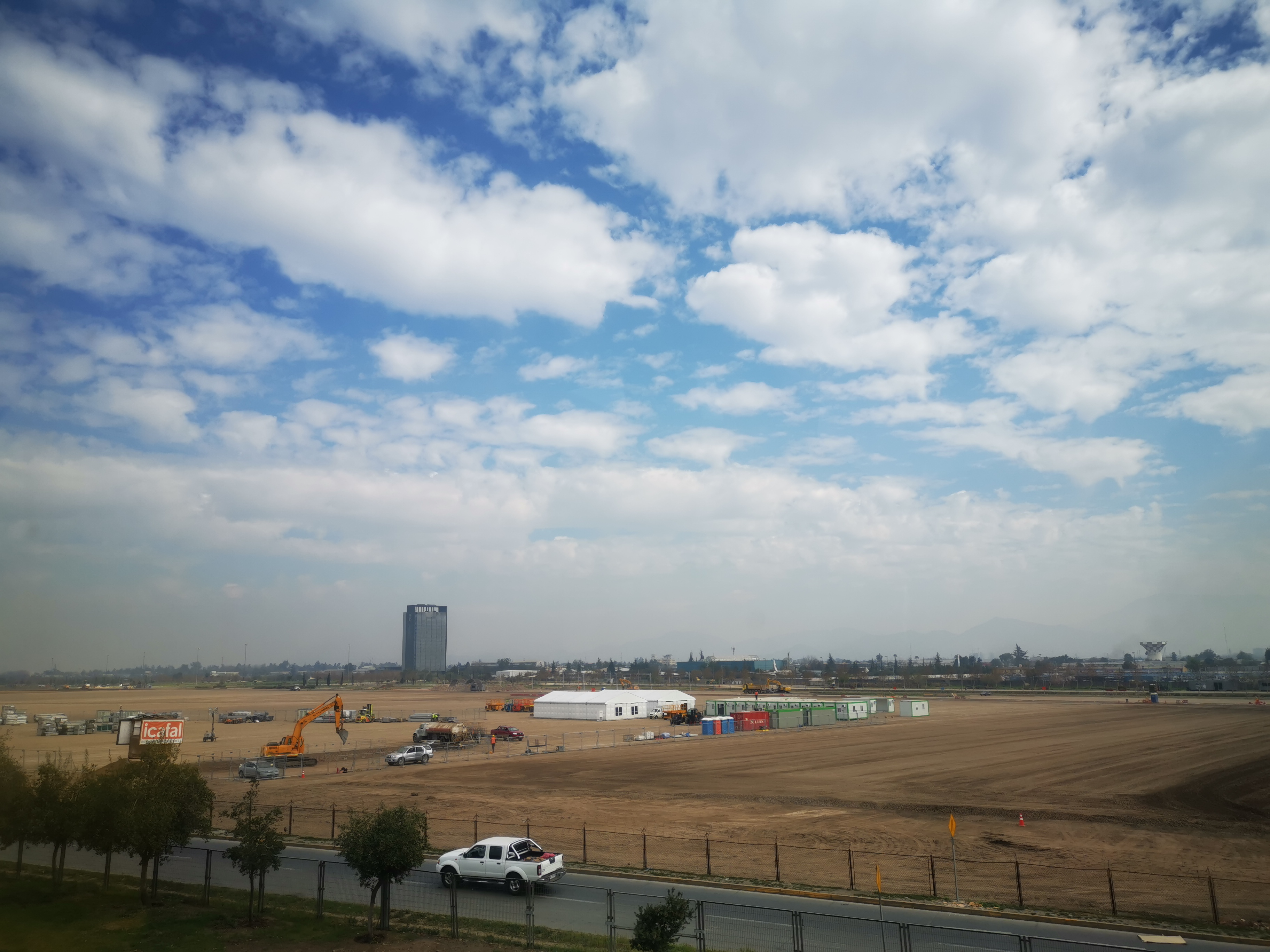
Preparativos para la conferencia en el Parque Bicentenario, en Santiago, durante agosto de 2019.

En diciembre de 2018, durante la COP24, el Gobierno de Chile asumió la organización de la conferencia. En abril del 2019, el presidente de Chile Sebastián Piñera hizo la presentación oficial de la COP25 en Chile. La ministra del Medio Ambiente, Carolina Schmidt, asumió como presidenta de la conferencia. La diversidad geográfica del país y el liderazgo regional latinoamericano en el desarrollo de energías renovables, sumado a una serie de políticas públicas medioambientales implementadas en el país sudamericano, hizo a Chile un destino atractivo para la celebración del evento.
A mediados de octubre de 2019, estalló en Chile una crisis política y social, marcada por numerosas protestas y disturbios en todo el país. Ello llevó a que se pusiera en duda que se dieran las condiciones para albergar la conferencia. El gobierno de Chile afirmó el 24 de octubre que la organización de la COP25 se mantenía en pie, y la Oficina de Cambio Climático de la Organización de las Naciones Unidas (ONU) aseguró que se habían dado las garantías necesarias para la celebración de la conferencia.
El 30 de octubre, el presidente Piñera anunció que la cumbre sería suspendida, y al día siguiente comunicó que el presidente del Gobierno de España, Pedro Sánchez, había ofrecido celebrar la conferencia en Madrid, en las mismas fechas originales, entre el 2 y 13 de diciembre. La elección de Madrid como sede de la COP25 fue ratificada por la Mesa de Gobierno de la Convención Marco de Naciones Unidas sobre el Cambio Climático.

### Preparativos en Madrid

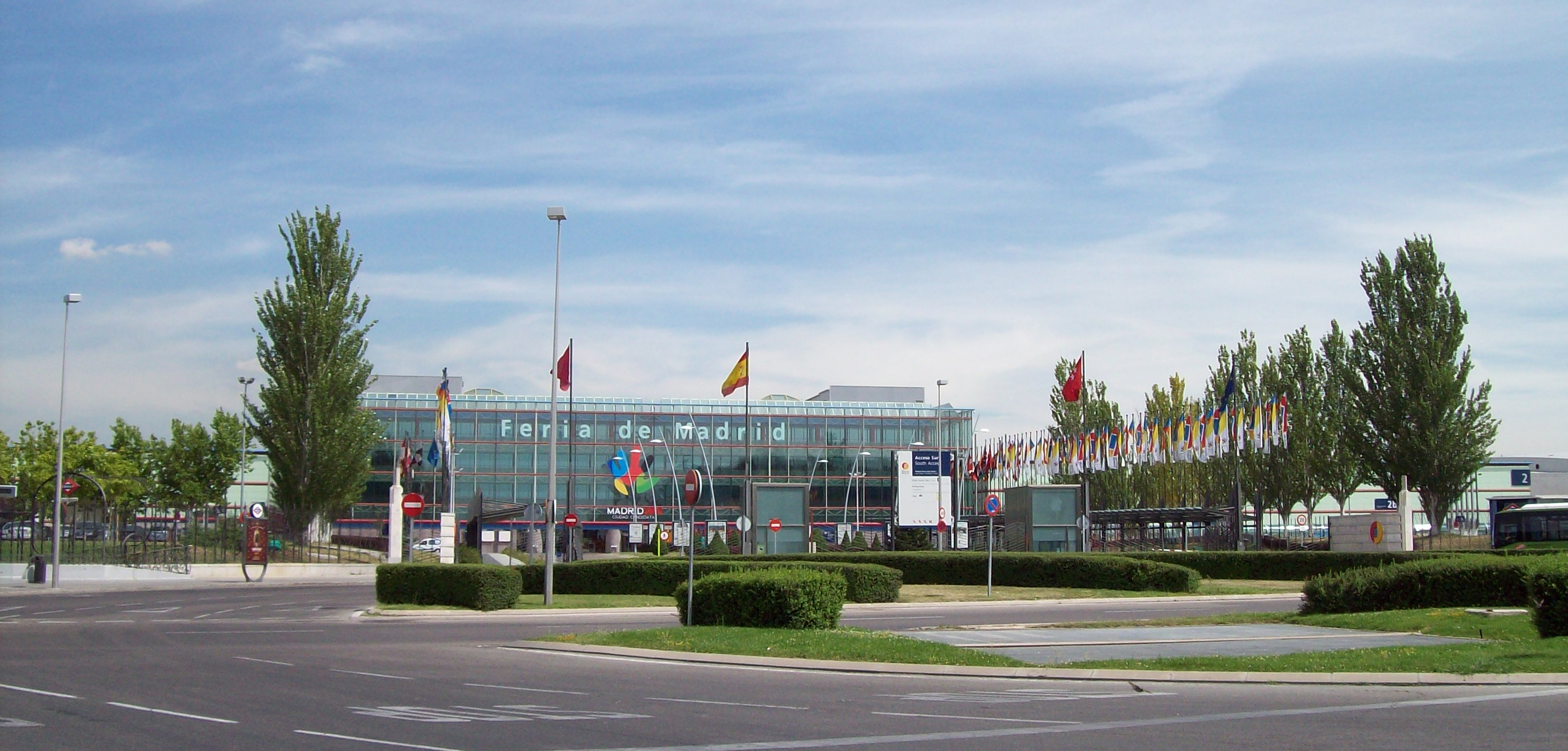
El Instituto Ferial de Madrid posee una superficie útil de 200 000 m².

El Gobierno de España seleccionó a la Institución Ferial de Madrid (IFEMA) como sede de la cumbre, una cumbre que debía ser organizada en apenas un mes. Para ello, el 8 de noviembre de 2019 el Consejo de Ministros de España aprobó un Real Decreto-ley con medidas urgentes tales como la creación de un Comité Organizador de la COP25 y la declaración del evento como «acontecimiento de excepcional interés público», lo que permitirá a las empresas que deseen colaborar beneficiarse de ciertos incentivos fiscales. Además, la ministra para la Transición Ecológica, Teresa Ribera, aseguró que el presupuesto de la cumbre sería de entre de 35 y 178 millones de euros. Finalmente, el Gobierno de España cifró el coste de la Cumbre en 50 millones.
Se designaron dos áreas para la conferencia, la «zona azul» y la «zona verde». La «zona azul» fue un espacio habilitado para todas las sesiones de negociación de la COP, que incluyeron la decimoquinta reunión de las Partes en el Protocolo de Kioto (CMP15) y la segunda reunión de las Partes del Acuerdo de París (CMA 2). En esta zona también se celebraron otros actos y eventos centrados en iniciativas no gubernamentales y eventos adicionales (side events) organizados por otros países.
La «zona verde» fue un espacio a disposición de la sociedad civil y partes interesadas –ONG y fundaciones relacionadas con el tema principal del evento, empresas, universidades y patrocinadores– donde se celebraron diversos eventos a fin de promocionar la participación social. Este espacio se dividió en tres áreas: una dedicada a los jóvenes, otra dedicada a las comunidades indígenas y otra dedicada a la ciencia e innovación.

## Asistentes
En agosto de 2019, Greta Thunberg y su padre Svante se embarcaron en el velero Malizia II desde la ciudad de Plymouth (Inglaterra), para atravesar el océano Atlántico con destino a Estados Unidos, con el fin de participar en la Cumbre sobre la Acción Climática ONU de 2019 que se desarrolló en Nueva York durante septiembre. Allí, Thunberg anunció su asistencia a la conferencia que se haría en Chile durante diciembre. Sin embargo, tras el cambio de sede, la activista sueca publicó una petición de ayuda en Twitter para asistir a la conferencia en Madrid, ya «que me he cruzado medio mundo en sentido contrario».
El 12 de noviembre, Thunberg anunció que retornaría a Europa en el catamarán La Vagabonde junto a su padre, la velerista profesional Nikki Henderson y otros pasajeros. El viaje comenzó el 13 de noviembre desde Hampton (Virginia), y llegaron a Lisboa (Portugal) el 3 de diciembre. Tras unos días de descanso, Thunberg abordó el Trenhotel Lusitania en la Estación de Santa Apolónia en la capital portuguesa, y tras un viaje de 10 horas llegó a la Estación de Madrid-Chamartín el 6 de diciembre.

## Desarrollo

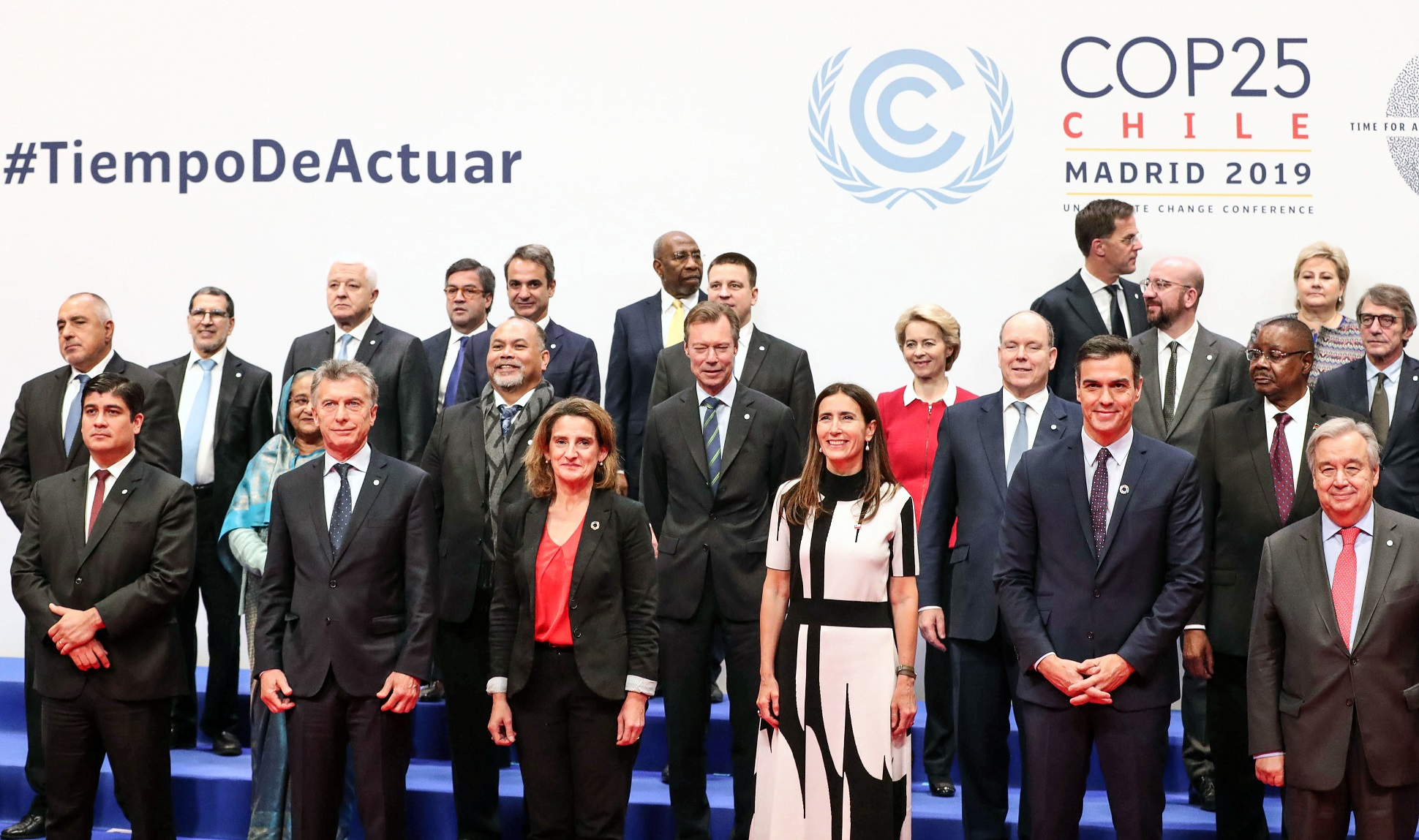
Foto oficial de la inauguración.

La conferencia fue inaugurada el 2 de diciembre, con intervenciones de António Guterres, secretario general de la ONU; Hoesung Lee, presidente del Grupo Intergubernamental de Expertos sobre el Cambio Climático; Carolina Schmidt, ministra del Medio Ambiente de Chile y presidenta de la COP25; y Pedro Sánchez, presidente del Gobierno de España. Asistieron a la apertura cerca de 50 representantes de Gobiernos y Estados, entre ellos, los presidentes de Argentina, Austria, Costa Rica, Ecuador, Guatemala y República Dominicana. El presidente de Chile, Sebastián Piñera, no asistió al evento, y fue emitido un vídeo donde lamentó no haber viajado a Madrid porque «siento que mi deber es estar en Chile, enfrentando los duros tiempos que hemos vivido», haciendo referencia al estallido social que provocó el cambio de sede de la conferencia.
Durante la conferencia se realizaron los siguientes eventos: 25.ª conferencia de las partes de la Convención Marco de las Naciones Unidas sobre el Cambio Climático (COP25), la 15.º reunión de las partes del Protocolo de Kioto (CMP15), la segunda reunión de las partes del Acuerdo de París (CMA2) y las 51.º sesiones de la Subsidiary Body for Scientific and Technological Advice (SBSTA 51) y del Subsidiary Body for Implementation (SBI 51).
El 13 de diciembre, día en que se esperaba el cierre de la conferencia, las negociaciones sobre la implementación del Acuerdo de París, en particular respecto de los mercados del carbono, estaban trabadas por la oposición de países como Estados Unidos, Brasil y Australia, y el borrador presentado por la presidencia de la COP25 fue duramente criticado por organizaciones medioambientales, lo que obligó a extender la conferencia un día más. António Guterres hizo «un llamamiento a los delegados de todos los Estados miembros para que transmitan un mensaje de ambición al mundo». Al día siguiente se presentó un nuevo borrador de acuerdo, que tampoco logró consenso.
Finalmente, y tras la intervención de la ministra para la Transición Ecológica de España, Teresa Ribera, el 15 de diciembre se llegó a un acuerdo denominado Chile-Madrid. Tiempo de Actuar, que postergó para la COP26 la presentación de planes «más ambiciosos» de reducción de emisiones de carbono, y fue calificado como «débil» y «decepcionante» por expertos y activistas.

## Controversias

### Protestas durante la cumbre

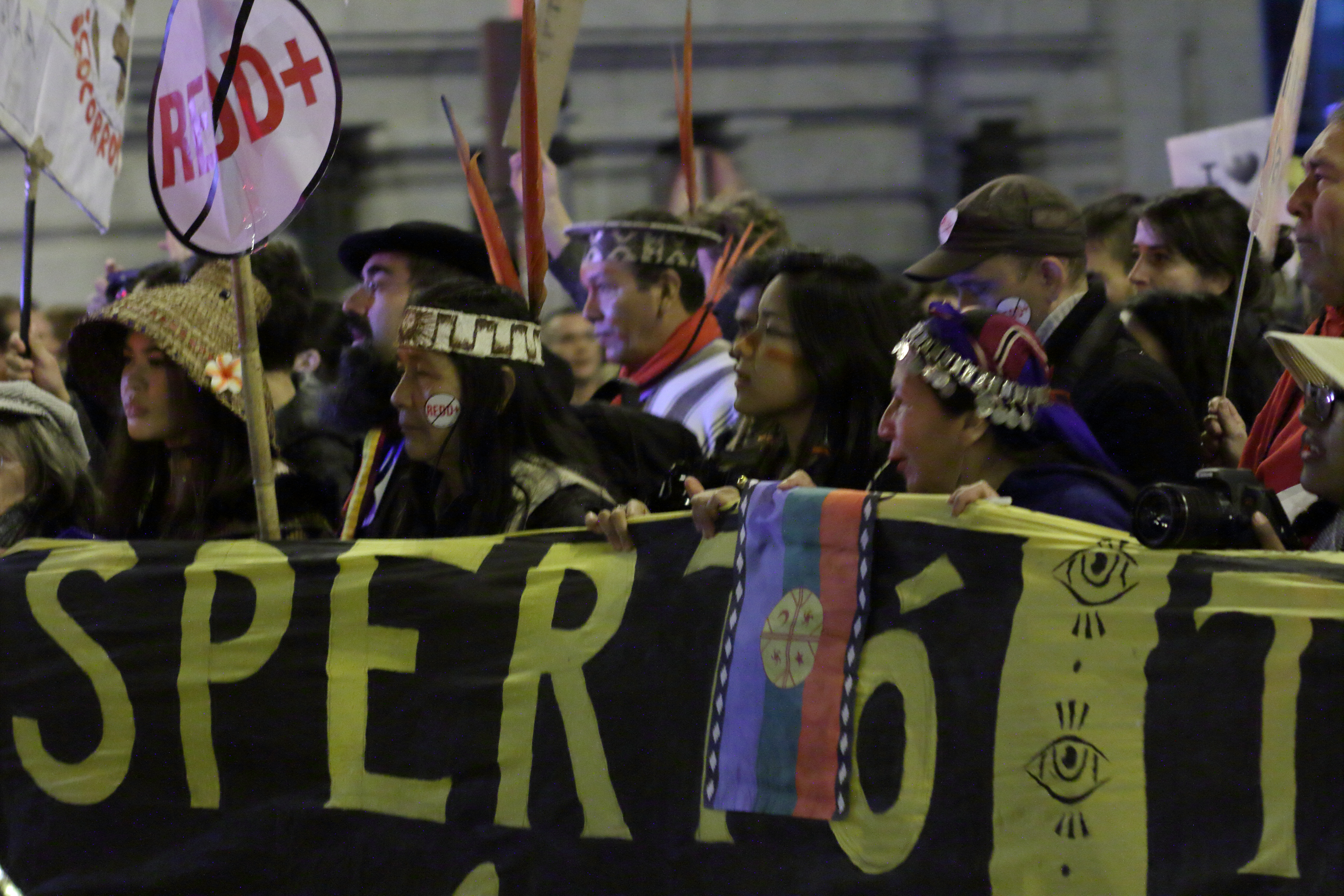
Representantes del pueblo mapuche protestando contra REDD+ en la Marcha por el Clima en Madrid, el 6 de diciembre.

Durante la COP25 fueron realizadas distintas manifestaciones relativas al cambio climático y a la organización del evento.
Paralelamente a la cumbre se realizó la contracumbre denominada Cumbre Social por el Clima, que convocó a distintas organizaciones sociales, ecologistas e indígenas. Esta contracumbre se inició el 6 de diciembre con la Marcha por el Clima, convocada por las organizaciones Fridays For Future –creada por Greta Thunberg, quien fue oradora en la manifestación–, Alianza por el Clima, Alianza por la Emergencia Climática y 2020 Rebelión por el Clima, que en la capital española convocó a medio millón de personas según sus organizaciones. El evento también tuvo marchas paralelas en Chile convocadas por Cumbre de los Pueblos, Sociedad Civil por la Acción Climática (SCAC) y Minga Indígena.
También hubo manifestaciones en contra de la presidencia chilena de la COP25. Las sindicales españolas Unión General de Trabajadores y Comisiones Obreras y la chilena Central Unitaria de Trabajadores llamaron a que el gobierno de Chile renunciara a la presidencia de la conferencia, ya que «pretende venir a Europa a decir que va a cuidar el medioambiente cuando es incapaz de cuidar a sus propios compatriotas», en referencia a las violaciones a los derechos humanos cometidas durante las protestas chilenas.  La presidenta de la COP25, Carolina Schmidt, fue increpada por manifestantes chilenos por la situación en el país, mientras que Michelle Bachelet, alta comisionada de Derechos Humanos de la ONU y expresidenta de Chile, fue interpelada por representantes indígenas por la represión en Chile, a lo cual Bachelet respondió que la ONU estaba trabajando en el informe con las violaciones a los derechos humanos ocurridas en ese país, el cual fue finalmente publicado el 13 de diciembre.

### Desmontaje y reciclaje deficientes
El desmontaje de la Cumbre sobre el Cambio Climático no estuvo a la altura de la convocatoria. Los contenedores de reciclaje estaban saturados y llenos de restos que no correspondían con el tipo de contenedor. Tanto los de vidrio, como los de papel y plásticos contenían restos que nada tenían que ver con su cometido. Por ejemplo, los contenedores de vidrio estaban llenos de plantas, los exclusivos para madera estaban llenos de plásticos y telas, los de papel y cartón contenían cables de plástico y los destinados a envases con trozos de palés de madera y telas.

Según una de las empresas adjudicatarias de los montajes en IFEMA, FCC, los contenedores estaban llenos, desbordados y sin recoger, por lo que achacaron la responsabilidad a las empresas que se ocupaban de la gestión de los residuos. Según Feria de Madrid –el consorcio de la Comunidad de Madrid, el Ayuntamiento, la Cámara de Comercio e Industria y la Fundación Montemadrid, responsables de las instalaciones– se consideraba que no había ningún fallo en el tratamiento de los residuos ni en las recomendaciones ambientales y de sostenibilidad. Según una extrabajadora de la empresa FCC el problema no estaba dentro del espacio ferial, sino fuera, pues todas las bolsas con los residuos seleccionados iban a parar al mismo camión. Incluso eran observables los contenedores en el exterior del recinto ferial donde se mezclaba todo con todo.  El fallo entonces estaba, tanto en la saturación de los contenedores como en el destino final, pues todo se echaba al mismo camión de cuya recogida era responsable el Ayuntamiento de Madrid.
Mientras tanto el Ayuntamiento de Madrid (que autodeclaraba la ciudad como Green City cuando ésta es una distinción que no le correspondía) organizaba eventos “demostrativos” de su vocación recicladora con la colaboración de Ecovidrio y Ecoembes. Ecovidrio colocó 20 contenedores especiales con el lema “Contra el cambio climático, recicla vidrio”.

## Campaña de plantación de árboles
Entre los compromisos previos adquiridos, se encontraba la plantación de un árbol por cada uno de los asistentes de la Conferencia, es decir 20.000 árboles, y la entrega de una botella de agua rellenable para evitar el consumo de plásticos. De este compromiso, en diciembre de 2019, fueron plantados 1000 árboles en un terreno municipal de 1,2 hectáreas de la localidad serrana de las Rozas en la Comunidad de Madrid. Previamente, en Chile, y durante el verano de 2019 hubo distintas campañas de reforestación con motivo de la celebración de la COP25 en el país sudamericano.